# Захария (царь Израиля)
Заха́рия (ивр. זְכַרְיָה‎ зэха́р’яху — помнящий Яхве), сын Иеровоама II — 14-й царь Израильский (4 Цар. 14:29; 15:8—12).
Точное время вступления его на престол Израильский неизвестно. Захария царствовал в смутное время и после шестимесячного царствования был убит Селлумом, сыном Иависа, составившим против него заговор и воцарившимся вместо него. Образ его жизни и царствования священный писатель характеризует следующими общими, но в то же время нелестными словами: «Он делал неугодное в очах Господних, как делали отцы его; не отставал от грехов Иеровоама, сына Наватова, который ввел Израиля в грех» (4 Цар. 15:9). На Захарии закончилась династия Ииуя.
Существует теория, что пророчество Осии (7:5—7) указывает на то, каким образом был приведен в исполнение заговор Селлума на низложение и жизнь Захарии.